# Wiley Scribner
Wiley S. Scribner oder auch Schribner (* September 1840 in Jacksonville, Illinois; † 28. September 1889 in Chicago, Illinois) war ein US-amerikanischer Politiker. Er war von April 1869 bis August 1870 kommissarischer Gouverneur des Montana-Territoriums.

## Leben
Wiley Scribner besuchte die Schule in seiner Heimatstadt und zog anschließend ins Grant County in Wisconsin. Dort war er für eine Amtszeit Mitglied der Wisconsin State Assembly. Er studierte anschließend Jura, als der Bürgerkrieg ausbrach, in dem er auf Seiten der Konföderierten kämpfte. Scribner verpflichtete sich zunächst nur für eine kurze Zeit, entschied sich später aber, bis zum Ende des Krieges im Dienst zu bleiben. Mittlerweile im Rang eines Colonels angelangt und kurz vor seinem planmäßigen Austritt aus dem Militärdienst infizierte er sich mit Malaria und kehrte schwer krank nach Hause zurück.

## Politik
Scribner zog nach dem Krieg nach Montana, welches damals noch nicht als Bundesstaat, sondern noch als Territorium den Vereinigten Staaten angehörte, und wurde dort Mitarbeiter einer Tageszeitung. Nach einiger Zeit, die er für die Zeitung arbeitete, wurde er Mitarbeiter der Verwaltung des Montana-Territoriums. Nachdem im April 1869 der amtierende Gouverneur James Mitchell Ashley zurückgetreten war, wurde Scribner kommissarisch als dessen Nachfolger eingesetzt. Er sollte nur bis zum Eintreffen des neuen Gouverneurs Benjamin Franklin Potts die Amtsgeschäfte fortführen und blieb bis zum August 1870 Gouverneur Montanas. In Montana heiratete er 1870 seine Frau, mit der er kurz darauf zurück nach Illinois zog und in Chicago blieb. In Illinois war er noch einige Zeit lokalpolitisch aktiv, bis er am 28. September 1889 an einem Aortenaneurysma starb. Er litt bereits seit zwei Jahren an dieser Erkrankung. Scribner wurde am 1. Oktober 1889 beerdigt. Er hatte, bis auf eine adoptierte Tochter, die das Kind der Schwester seiner Frau war, keine weiteren Kinder.